# Тројан чесма
Тројан чесма је чесма која се налази у општини Барајево у Граду Београду.
Стационирана је у центру Барајева, а посвећена је палим српским ратницима у Балканским ратовима и Првом светском рату. Ограђена је зидићем од камена и окружена зеленилом.